# Apricot PC
El Apricot PC fue un ordenador de sobremesa fabricado por Apricot Computers y comercializado desde septiembre de 1983. Incorporaba los gráficos del Victor Sirius, que había sido vendido bajo la marca de Apricot (entonces ACT) y una base de hardware IBM PC, pero sin lograr clonar completamente la BIOS. Por ello aunque su sistema operativo es MS-DOS (se entrega también CP/M-86), intentar ejecutar un paquete como dBase III deviene en un cuelgue. La prensa lo recibe bien, sobre todo por su entonces alta resolución de 800 x 400 y por su trackball por cable (modelos futuros serán infrarrojos). Es además el primer ordenador no japonés en utilizar las unidades de 3,5 de Sony.
Con el equipo se entrega SuperCalc, varias utilidades de sistema, comunicaciones asíncronas, un emulador de IBM PC, Microsoft Basic-86, Basic Personal y ACT Manager (una interfaz gráfica para MS-DOS). Opcionalmente puede comprarse Microsoft Word, Multiplan, WordStar, dBase II, C-Pascal, UCSD Pascal, C, Fortran, COBOL y el Basic Compiler 5.35. 
Apricot ofrecerá más adelante la posibilidad de convertir el equipo en un compatible IBM PC sustituyendo la placa madre por otra con CPU Intel 80286.

## Características técnicas
- CPU Intel 8086 a 4,77 MHz. Zócalo para coprocesador Intel 8087 opcional
- ROM dos EPROM con la BIOS
- Memoria RAM 256 KB ampliables a 768 en placa base.
- Chip DMA : Intel 8089
- Pantalla : se entrega con una pantalla de fósforo verde de 9 pulgadas y 4,1 kilogramos de peso. Puede mostrar los siguientes modos :
  - Texto a 80 x 25
  - Texto a 132 x 50 (caracteres de 10 x 16 píxeles)
  - Gráficos a 800 x 400
- Teclado mecánico QWERTY de 101 teclas, 8 teclas de función estándar y 6 teclas de membrana dinámicas con un led a la izquierda de cada una para indicar que están activas. Incluye sobre estas una pequeña pantalla LCD de 40 caracteres x 2 líneas, que puede mostrar la asignación de las teclas. Pesa 1,5 kg y puede acoplarse a la carcasa por debajo para facilitar su transporte.
- Carcasa  : 42 x 32 x 10 cm en plástico crema con un peso de unos 6,4 kilogramos La mitad frontal de la parte superior muestra una depresión para situar el monitor. En el frontal dos unidades de disquete de 3,5 que pueden protegerse con una persiana para el transporte. Bajo estas, asa de transporte. En la trasera, conectores para las dos ranuras de ampliación (propietarias de Apricot) conector micro ribbon 36 (Centronics) del puerto paralelo de impresora, puerto serie DB-25, conector del monitor y conector de la fuente de alimentación e interruptor,
- Soporte
  - Dos unidades de disquete internas Sony de 3,5 pulgadas
- Entrada/Salida :
  - Conector de monitor externo.
  - Puerto paralelo de impresora con conector micro ribbon 36 (Centronics).
  - Puerto serie RS-232
  - Dos conectores de expansión Apricot internos
- Sistema operativo de serie venía con MS-DOS 2.11 y CP/M-86.